# كوهي أويدا
كوهي أويدا (باليابانية: 上田 航平) (26 يونيو 1998 في كاناغاوا في اليابان – )؛ هو لاعب كرة قدم سابق كان يلعب كمدافع.

## وصلات خارجية
- كوهي أويدا على موقع رابطة كرة القدم اليابانية للمحترفين (اليابانية)
- كوهي أويدا على موقع Soccerway.com (الإنجليزية)